# Казанская психиатрическая больница специализированного типа с интенсивным наблюдением
Казанская психиатрическая больница (стационар) специализированного типа с интенсивным наблюдением (Федеральное казённое учреждение «Казанская психиатрическая больница (стационар) специализированного типа с интенсивным наблюдением» Министерства здравоохранения и социального развития Российской Федерации, КПБСТИН) — одна из восьми имеющихся в России психиатрических больниц федерального подчинения, предназначенных для лечения и реабилитации психически больных лиц, совершивших общественно опасные деяния в состоянии невменяемости и освобождённых от уголовной ответственности по решению суда.

## История
Казанский губернский специализированный дом для госпитализации умалишённых на 35 коек действовал с 1866 года. Современное здание больницы было сдано в эксплуатацию 1 июля 1869 года. Автором проекта здания психбольницы был Павел Тимофеевич Жуковский, городской архитектор Казани, а затем и казанский губернский архитектор. Строительство Окружного дома умалишённых продолжалось десять лет. Архитектор П. Т. Жуковский и первый главный врач больницы Александр Устинович Фрезе до начала строительства посетили Нидерланды, Данию, Францию и Германию, чтобы выбрать для устройства больных всё лучшее и современное. Уже через три месяца после открытия больница была переименована в Окружную лечебницу во имя Божьей Матери Всех Скорбящих (по названию церкви, расположенной на втором этаже).
Возглавив больницу, А. У. Фрезе совершил первые опыты по введению в России принципов нестеснения, ввёл гуманный метод обращения с пациентами и изъял травмирующие психику методы лечения (слабительные, обливание холодной водой, нарывные мази и т. п.). За 10 лет было отмечено только три случая связывания пациентов. Как пишет историк психиатрии Т. И. Юдин, Фрезе создал в Казани именно психиатрическую больницу, а не дом для умалишённых, подобный тем, что были в других губерниях. Однако преемник Фрезе по директорству Л. Ф. Рагозин оказался приверженцем чиновничье-полицейских, а не демократических принципов. Демократическим принципам воспрепятствовали также особые судебные функции, возложенные на Казанскую психиатрическую больницу российским правительством.
С 1881 года департамент полиции стал направлять в Казанскую психиатрическую больницу политических арестантов — членов революционных и народнических организаций, проходивших по судебным процессам («процесс ста девяноста трёх», «процесс двадцати» и т. д.), но невменяемых и неподсудных по психическому здоровью. До 1890-х годов Казанская психиатрическая больница была единственным психиатрическим учреждением во всей России, в котором содержались «политические умалишённые» (с начала 1890-х годов их стали помещать также в Санкт-Петербургскую психиатрическую больницу). Содержались в больнице и лица, осуждённые и заболевшие психическими заболеваниями уже в местах лишения свободы. Уже в то время больница фактически выполняла функции судебно-психиатрической с принудительным лечением. Душевнобольные арестанты свозились сюда после совершения тяжких преступлений со всего Поволжья, Сибири, Сахалина.
В 1885—1893 годах больницу возглавлял выдающийся русский невропатолог и психиатр Владимир Михайлович Бехтерев.
Приговорённый к расстрелу и симулировавший психическое заболевание революционер П. Львов, помещённый в Казанскую психиатрическую больницу в 1907 году, писал о своём пребывании в ней так: «…Здесь все строго было рассчитано на то, чтобы пребывание в лечебнице было прямым продолжением тюрьмы, арестант был и здесь преступником, а не больным. Медицина в этом учреждении рабски подчинялась требованиям реакции, больница в сущности была частью, филиалом царских застенков».
В 1900 году к зданию Казанской психиатрической больницы был пристроен флигель, преобразованный в 1909 году в первую в России специализированную судебно-психиатрическую больницу. Этот корпус был отделён и изолирован от территории Казанской окружной психиатрической больницы. С 1917 года сюда помещались в основном душевнобольные, обвинённые в убийствах, бандитизме, поджогах. Однако уже в 1934 году в Казанскую психиатрическую больницу попадали в том числе и люди с политическими статьями.
В 1935 году спецкорпус был отремонтирован, и туда были помещены прибывшие из Сарова более 100 человек, находящихся на принудительном лечении по постановлению судебных органов.
1 апреля 1939 года распоряжением Лаврентия Берии спецкорпус переведён в прямое подчинение НКВД и создана Казанская тюремная психиатрическая больница.
В Казанскую ТПБ был заключён в 1941 году по политическим причинам и пребывал там длительное время первый президент Эстонии Константин Пятс. Также там находился Ян Пилсудский,  госпитализированный сугубо по политическим мотивам и не страдавший психическими расстройствами. После подписания соглашения о политзаключённых поляках между СССР и польским правительством Сикорского (находившимся в изгнании в Лондоне) Пилсудского немедленно выписали из больницы
Первая военная зима 1941–1942 годов выдалась чрезвычайно тяжёлой для пациентов больницы, в этот период отмечалась колоссальная смертность, практически все пациенты, прибывшие до лета 1942 года, погибли от холода и голода (стандартный диагноз — «дистрофия», «упадок сердечной деятельности»).  Тела пациентов обычно не хоронили, вместо этого их относили ко внутренней стороне забора, складывая штабелями, так как мёрзлую землю было некому копать. Неизвестно, сохранились ли личные дела погибших тогда пациентов, поскольку доступ к архиву Казанской ТПБ закрыт до нынешнего времени.
13 июля 1945 года заместитель наркома внутренних дел СССР В. В. Чернышёв подписал положение о Казанской тюремной психиатрической больнице НКВД СССР. Согласно положению, в КТПБ содержались «душевнобольные, совершившие государственные преступления, содержавшиеся под стражей и направленные на принудительное лечение в соединении с изоляцией по определению суда или по постановлению Особого совещания при НКВД СССР» и «душевнобольные заключенные, осуждённые за совершение государственных преступлений, душевное заболевание которых началось в тюрьме в период отбывания срока наказания по приговору суда или постановлению Особого совещания при НКВД СССР».
Каждые 6 месяцев больной должен был подвергаться переосвидетельствованию Центральной врачебной экспертной комиссией тюремного управления НКВД СССР «для определения возможности прекращения принудительного лечения в соединении с изоляцией вследствие выздоровления или неизлечимости заболевания».
В период после войны в больнице появилось немало политических заключённых, обвинённых по статье 58 Уголовного кодекса. После смерти Сталина работавшая в 1954—1955 годы специальная комиссия выпустила из больницы лиц, осуждённых по статье 58, но во второй половине правления Брежнева в больницу вновь стали поступать лица, обвиняемые в антисоветской деятельности, среди которых были многие советские диссиденты. Так, диссидент и поэтесса Н. Горбаневская, обвинявшаяся по статье 190-1 («клевета на советский строй»), была помещена в Казанскую специальную психиатрическую больницу в январе 1971 года и содержалась здесь 9 месяцев.
К 1950-м годам в больнице находились в том числе люди, отсидевшие здесь уже по 15—20 лет. Разрешалось без ограничений получать посылки, письма, денежные переводы до 100 рублей в месяц (по курсу 1953 года), разрешались свидания. Передачи воспрещались. Питание было плохое, и те из заключённых, кто не получал посылок, голодали. Заключённые не имели права безнадзорно выходить в коридоры и другие помещения больницы. Нарушалось право на переписку: руководство Казанской больницы обычно не допускало возможности легального выхода их писем и заявлений дальше канцелярии больницы. Заключённые могли подавать заявления и жалобы в высокие советские и партийные органы, но лишь в том случае, если заключённый был признан выздоровевшим.
В начале 1950-х годов в Казанской ТПБ находилось около 1000 заключённых. По углам территории стояли вышки, и над стеной была натянута колючая проволока. Из лечебных мер в Казанской психбольнице применялась электросудорожная терапия, из мер стеснения — «камзол» (смирительная рубашка). Медикаментозное воздействие в 1950-х годах в больнице почти не применялось; получила распространение только «сонотерапия»: заключённые в течение некоторого времени (от 1 до 7—8 дней) получали большие дозы снотворных препаратов и не спали лишь во время приёма пищи и оправки. В качестве наказания использовалась, в частности, «укрутка»: пациента обматывали влажной парусиной, которая по мере высыхания сжималась, из-за чего наказанному становилось трудно дышать.
Большинство врачей являлись также офицерами, санитары набирались из уголовников.
В «Хронике текущих событий» (выпуск 10, 31 октября 1969 г.) сообщалось:
В больнице 11 отделений, два из них — рабочие. В 3-м отделении больные шьют фартуки, простыни и др. вещи, в 4-м благоустраивают зону. Рабочий день — 3 с половиной часа; месячный заработок 2 рубля, независимо от производительности труда. <...> В случаях провинностей: отказ от приёма лекарства, препирательство с врачами, драки — больных привязывают к кровати на три дня и больше.
По данным, содержащимся в «Хронике…» (1969 год), инъекции сульфозина и аминазина в Казанской специальной психиатрической больнице применялись таким образом, что это часто вызывало тяжёлые соматические побочные эффекты. В письме министра здравоохранения СССР Б. В. Петровского министру внутренних дел СССР Н. А. Щёлокову от 5 декабря 1972 года указывалось, что «в Черняховской и Казанской психиатрических больницах специального типа не соблюдаются элементарные условия содержания душевнобольных. <...> Палаты круглосуточно заперты. <...> Нет специально оборудованных туалетов».
Существуют различные оценки количества и смертности пациентов. Согласно письму 2002 года главврача больницы Рустема Хамитова в газету «Казанские ведомости», с 1935 по 1991 год в больнице побывало порядка 10 000 больных, из которых подавляющее большинство было осуждено за совершение тяжких преступлений против личности. Количество осуждённых по «политическим статьям», по оценкам Р. Хамитова, составляет не более 8—10 %, а количество умерших в больнице — всего 400 человек.
По утверждению Михаила Черепанова, руководителя рабочей группы Книги Памяти Республики Татарстан, на 2004 год в его списке умерших пациентов КТПБ было 1802 фамилии.  Он также подвергает сомнению оценку количества политических заключённых, обосновывая это тем, что из данного списка 470 человек были осуждены по статьям 58 УК РСФСР и 54 УК УССР. Кроме того, согласно акту комиссии Прокуратуры СССР, «на 1 июля 1956 г. из 413 находившихся в Казанской тюремной психбольнице 270 человек осуждены по статье 58 УК РСФСР».
По свидетельству доктора медицинских наук Ф. Кондратьева, бывший начальник Казанской психбольницы К. Свечников рассказывал, что после начала Великой Отечественной войны за зиму 1941—1942 гг. все пациенты погибли от холода и голода. Их даже не хоронили, а выносили ко внутренней стороне забора и складывали штабелями, так как мёрзлую землю некому было копать. Историк-архивист, один из руководителей Государственной архивной службы РФ А. Прокопенко отмечал, что даже в мирное время пациенты нередко умирали от соматических болезней (таких, как запущенная язва, пневмония, холецистит и др.) из-за крайне низкого уровня лечения этих заболеваний.
В 2014 году Европейский суд по правам человека вынес по делу «Коровины против России» заключение, в котором условия содержания в Казанской психиатрической больнице специализированного типа были признаны бесчеловечными (нарушающими статью 3 Европейской конвенции о защите прав человека и основных свобод, запрещающую пытки и бесчеловечное обращение): переполненность палат — менее 3 м2 на одного человека вместо 7 м2, положенных по санитарным нормам; отсутствие туалетов; привязывание к кровати на длительное время; помещение в изолятор в качестве наказания за мелкие проступки и др. Также были признаны нарушения статьи 6 Европейской конвенции о праве на справедливое судопроизводство (российские суды, рассматривавшие иск о компенсации морального вреда в связи с госпитализацией, фактически отказались дать оценку доводам заявителя о бесчеловечных условиях его содержания в стационаре) и статьи 8, гарантирующей право на уважение к личной переписке: цензуре в психиатрической больнице подвергалась переписка заявителя с его матерью. Решение ЕСПЧ подтвердило тот факт, что с 16 июня по 13 декабря 2010 года И. Коровина содержали в Казанской психиатрической больнице незаконно. По всем указанным вопросам не только ЕСПЧ, но и правительство России ещё до вынесенного Европейским судом решения согласилось с заявителями.
В октябре 2018 года Казанскую психиатрическую больницу специализированного типа посетили представители Комитета Совета Европы по предупреждению пыток и бесчеловечного или унижающего достоинство обращения или наказания. В отчёте о посещении сказано, что условия пребывания пациентов в этой больнице «не соответствуют учреждению здравоохранения и приравниваются к бесчеловечному и унижающему достоинство обращению». В частности, в отчёте отмечалось, что в больнице проводится немодифицированная электросудорожная терапия (без анестезии); практикуется «механическое удержание пациентов с помощью холщовых ремней… в течение многих дней без какого-либо освобождения»; у одного пациента обнаружены «несколько пролежней на крестцовой области»; пациенты больницы жалуются на нехватку столовых приборов и на то, что они вынуждены есть с помощью зубных щёток; некоторые пациенты пребывают месяцами или даже годами в изоляции в очень маленьких «голых» комнатах, куда мало проникает дневной свет и где нет круглосуточного искусственного освещения; пациенты, находящиеся в изоляции, не имеют доступа к туалету и вынуждены пользоваться ведром, стоящим в углу комнаты. Кроме того, отмечались нарушения санитарных норм жилой площади: от 4 до 7 м2 на одного человека вместо положенных 6 м2.

## Известные заключённые
Согласно источникам, в разное время заключёнными данного учреждения были:
- † Бейдеман, Михаил Степанович — русский революционер.
- Боголюбов, Алексей Степанович — русский революционер, народник.
- Бондарев, Пётр — советский перебежчик, арестован за попытку угона самолёта за границу[24].
- Быков, Сергей — советский диверсант, по политическим мотивам пустил под откос два эшелона с советским вооружением, направлявшихся во Вьетнам[25].
- † Галлер, Лев Михайлович — советский военно-морской деятель, адмирал (1950)[8][12].
- Ганюшкин, Александр Иванович — основатель и первый секретарь Социалистической партии Советского Союза, автор «Программы социалистической партии Советского Союза»[26].
- Гойхбарг, Александр Григорьевич — советский государственный деятель[14].
- Горбаневская, Наталья Евгеньевна — русская поэтесса, переводчица, публицистка, участница диссидентского движения в СССР[27][28].
- Донецкий, Василий Федосеевич — русский революционер, народник.
- Евдокимов, Борис Дмитриевич — советский писатель, историк, отец писателя Ростислава Евдокимова. Скончался от осложнений рака, которым заболел в Казанской СПБ[29][30].
- Зайцев, Александр Иосифович — советский и российский филолог-классик, доктор исторических наук, профессор ЛГУ.
- Зайцев, Вячеслав Кондратьевич — российский филолог, переводчик и публицист.
- Иванов, Игнатий Кириллович — русский революционер, народник.
- Иванов, Порфирий Корнеевич — создатель оздоровительной и духовной системы, основатель движения ивановцев (1965—1967)[31].
- Иванова-Васильева, Надежда Владимировна — женщина, выдававшая себя за чудом спасшуюся великую княжну Анастасию Николаевну.
- Иваньков-Николов, Михаил Васильевич — радист с танкера «Туапсе», побывавший в тайваньском плену и возвращённый в мае 1956 года (по прибытии был арестован по статье 58), провёл в заключении свыше двадцати пяти лет[32][33].
- Ильин, Виктор Иванович — советский офицер, совершивший покушение на генсека Л. И. Брежнева.
- † Киндеев, Лев — советский перебежчик, арестован при попытке уплыть на надувной лодке по Чёрному морю в Турцию[34].
- † Конашевич, Василий Петрович — русский революционер, бомбист.
- † Крюгер, Эрнест Эдуардович — советский инженер-кораблестроитель, конструктор первых советских проектов подводных лодок.
- Макеева, Валерия Зороастровна — православная монахиня, диссидентка, участница самиздата[35].
- Максимов, Владимир Сергеевич — основатель «Союза ветеранов советских концлагерей» Занимался литературным творчеством под псевдонимом Максим Сладкий[36].
- Новодворская, Валерия Ильинична — политический деятель, правозащитница, журналистка и писательница[31].
- Оловенникова, Елизавета Николаевна — русская революционерка.
- Порджиян, Александр — основатель Партии младокоммунистов[34].
- Пилсудский, Ян — польский политик, брат Юзефа Пилсудского[11].
- Пятс, Константин — первый президент Эстонии[10][11].
- Самсонова, Тамара Митрофановна — российская убийца из Санкт-Петербурга, известная также, как «Тамара-потрошительница»[37][38][39][40]. Страдает шизофренией. Совершила ряд убийств путём отравления своих жертв, которых после смерти расчленяла[41][42][43][44][45].
- † Соколов, Игорь — советский перебежчик. Несколько лет готовился к побегу в Китай. Усиленно тренировался (мастер спорта по лыжам, 1-й разряд по боксу), тайком проникал на закрытые военные объекты и фотографировал их. Похитил секретные чертежи авиационного двигателя. Собрал массу секретной информации, которую собирался передать разведке КНР. Обладая феноменальной памятью, заучил наизусть пятитомник высказываний Мао Цзедуна. Был схвачен в момент перехода границы[34].
- Старчик, Пётр Петрович[14] — российский бард, композитор и общественный деятель.
- Туполев, Андрей Николаевич — известный инженер и авиаконструктор[8].
- Уваров, Анатолий — математик, научный сотрудник Сибирского отделения Академии Наук СССР. В 1976 г. прорвался в шведское посольство в Москве и запросил политическое убежище. При выходе из посольства арестован и помещен в психбольницу[34].
- † Усов, Владимир Александрович — российский серийный убийца и педофил.
- Швачко, Николай — с 1963 по 1966 совершил три попытки бегства из СССР, схвачен при неудавшейся попытке захвата и угона в Турцию Ан-2, выполнявшего рейс «Поти—Батуми»[46].
- Щедрин, Николай Павлович — русский революционер, народник.
- † Щиров, Сергей Сергеевич — лётчик, Герой Советского Союза[47][48][12].

† — умерли в заключении.
Также в больнице содержались члены семей изменников родины, дети «провинившихся» перед Сталиным советских партийных деятелей:
- Вишнявский, Дмитрий — племянник Молотова и его жены П. С. Жемчужиной[49].
- Гусаров, Владимир Николаевич — сын Н. И. Гусарова[50].
- Никитченко, Юрий Ионович — сын И. Т. Никитченко[51].
- Сванидзе, Джонрид Александрович — сын А. С. Сванидзе, племянник Сталина.